# 貞子女王 (徳川斉匡室)
貞子女王（さだこじょおう、天明2年3月26日（1782年5月8日） - 文政8年10月1日（1825年11月10日））は、江戸時代の皇族（女王）で、田安徳川家第3代徳川斉匡の正室。

## 生涯
天明2年3月26日（グレゴリオ暦：1782年5月8日）、閑院宮美仁親王の第一王女として誕生（母：文君）。称号は裕宮（ひろのみや）。
寛政5年12月16日（1794年1月17日）に、徳川斉匡と結婚が定められる。寛政7年10月22日（1795年12月3日）、関東に下向。同年11月27日（1796年1月6日）、徳川斉匡の正室となる。なお、下向を11月、降嫁を11月28日とする資料もある。
文政8年10月1日（1825年11月10日）、逝去。満43歳、数え年45歳。戒名は無量院眞壽見阿大姉。同年10月8日（1825年11月18日）、上野凌雲院（上野寛永寺内）で葬儀が行われた。
貞子女王の没後、天保7年（1836年）に貞子女王所生の徳川匡時が廃嫡されている。

## 子女
注：続柄は斉匡から見たもの。斉匡には貞子女王所生の子以外に20人を超える子がある。
- 長女：近姫（1800年 - 1830年） - 徳川斉礼（一橋徳川家第4代当主）正室
- 三女：静姫（1803年）
- 次男：匡時（1805年 - 1839年）
- 七女：猶姫（1807年 - 1872年） - 徳川斉荘（田安徳川家第4代当主、尾張徳川家第12代当主）正室